# Франсіс Понж

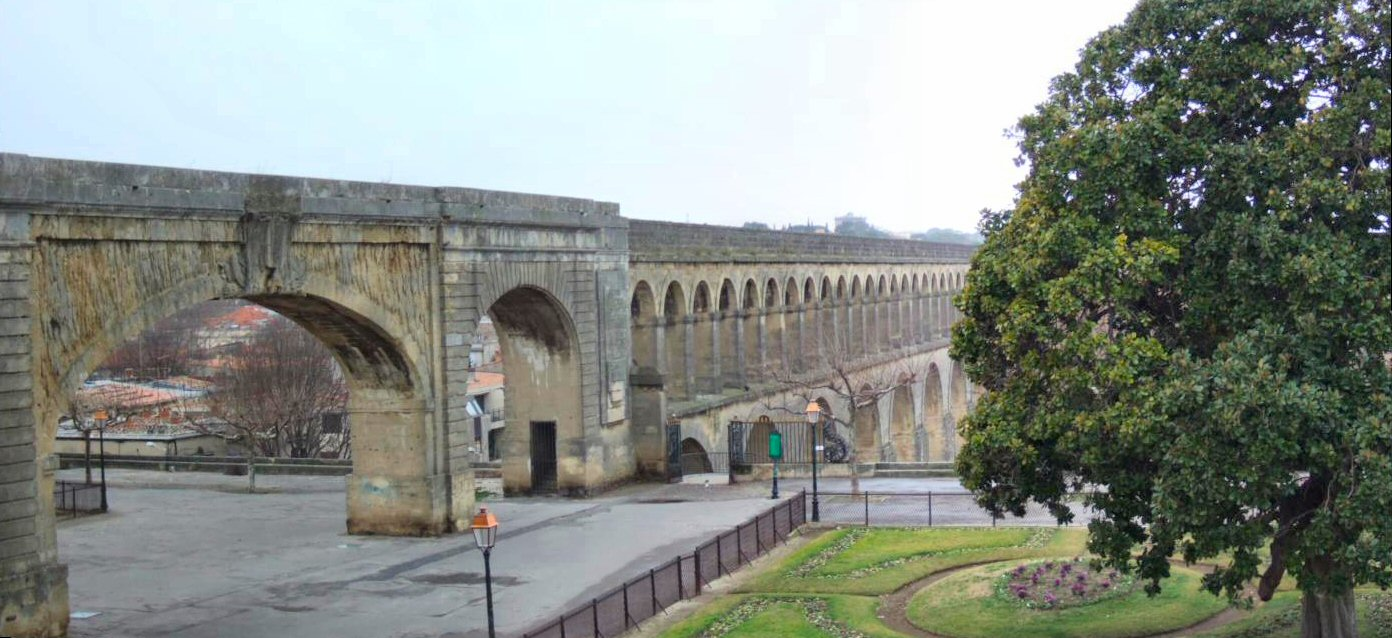
Монпельє, акведук Святого Климента

Франсі́с Понж (фр. Francis Ponge, 27 березня 1899 — 6 серпня 1988) — французький поет.

## Біографія
Народився в заможній протестантскій родині, дитинство провів у Авіньйоні. Вже в шкільні роки звернув на себе увагу, як автор блискучих есе. У 17-річному віці опублікував під псевдонімом свій перший сонет. Двічі провалював вступні іспити до Вищої нормальної школи. Після цієї невдачі поступив на юридичний факультет Паризького університету. Вчився також в Страсбурзькому університеті. Згодом перейшов на філологічний факультет. Під час Першої світової війни працював журналістом та видавцем.
1918 року був призваний до війська, де пробув кілька місяців до закінчення війни. 1919 року вступив до Соціалістичної партії, оскільки мав симпатії до радянської Росії. Почав друкуватися з середини 1920-х років. У 1920-х був близьким до сюрреалістів. У 1937 вступив до Комуністичної партії Франції, а 1947 року вийшов з її лав. Під час Другої світової війни був активним учасником Руху Опору. 1944 року Понж став відомий в широких колах завдяки впливу Жана-Поля Сартра. Після короткого перебування в Алжирі повернувся до Франції, де з 1952 до 1965 року викладав французьку мову в Alliance française.
Помер 1988 року у віці 89 років. За життя був відзначений численними літературними преміями.

## Творчість
У одній з найвідоміших збірок позасуб'єктивної, антиромантичної лірики описів і визначень «На боці речей» (1942) шукав нові виражальні засоби для відтворення буденних речей та стихій (возкал, свічка, оса, абрикос, вода, мило тощо), розвиваючи феноменологічні й екзистенціалістські мотиви, споріднені з філософськими концепціями Сартра й Камю. Вважав себе своєрідним неокласиком, хоча до експліцитно античних сюжетів ніколи не звертався. Характерним для його творчості є пошук точного вислову з використанням словникових визначень, етимології. У пізніших збірках намагається відтворити сам процес творення поетичного тексту, власну «поетичну майстерню», публікуючи численні ескізи, проби, коментарі на одну тему. Пізні тексти Понжа спрямовані на відтворення особливого способу життя в поезії.
Понж є також автором численних есе про образотворче мистецтво від бароко до сучасності.

## Твори
- На боці речей (Le Parti pris des choses), 1942.
- Проеми (Proêmes), 1948.
- Шал експресії (La Rage de l'expression), 1952.
- Велика збірка: Методи, Ліри, Речі (Le Grand Recueil : I. «Méthodes», 1961 ; II. «Lyres», 1961 ; III «Pièces»), 1962.
- На пошану Малерба (Pour un Malherbe), 1965.
- Мило (Le Savon), 1967.
- Розмова з Філіппом Соллерсом (Entretiens avec Philippe Sollers), 1970.
- Фабрика Пре (La Fabrique du Pré), 1971.
- Що за словесна фіга й чому (Comment une figue de parole et pourquoi), 1977.
- Практика письма (Pratiques d'écriture).
- Œuvres complètes, La Pléiade volume I, Janvier 1999 ; volume II, Aout 2002 ; Gallimard, Paris — повне зібрання творів у двох томах, видане в «Бібліотеці Плеяди».
- Сторінки з майстерні художника (Pages d'atelier, 1917–1982), 2005 ; Gallimard, Paris (Збірка дотепер неопублікованих текстів).
- Album amicorum, 2009 ; Gallimard, " Les Cahiers de la NRF ", Paris. (De 1926 à 1988, 60 ans d'«envois» — присвяти).

## Українські переклади
Українською твори Франсіса Понжа перекладав Роман Осадчук (окремі поезії зі збірок «На боці речей», «Шал експресії», «Речі»).